# Jethal
Jethal (nep. जेठल) – gaun wikas samiti w środkowej części Nepalu  w strefie Bagmati w dystrykcie Sindhupalchowk. Według nepalskiego spisu powszechnego z 2001 roku liczył on 574 gospodarstw domowych i 2882 mieszkańców (1476 kobiet i 1406 mężczyzn).